# Феърфийлд (окръг, Охайо)
Вижте пояснителната страница за други значения на Феърфийлд.
Окръг Феърфийлд (на английски: Fairfield County) е окръг в щата Охайо, Съединени американски щати. Площта му е 1318 km², а населението - 122 759 души (2000). Административен център е град Ланкастър.